# 동티모르의 역사
동티모르의 역사는 티모르섬의 옛 포르투갈령부터 독립후 동티모르까지 대한 역사이다.

## 포르투갈의 식민지

포르투갈령 티모르 문장

16세기 포르투갈인들이 티모르섬에 정착해 도시 딜리를 설립하고 포르투갈 영토로 삼았다. 그 뒤 1859년 네덜란드가 이 곳까지 뻗쳐오자 포르투갈은 네덜란드와 조약을 체결해 서쪽을 네덜란드에게 넘겨주었다. 이 조약으로 서티모르와 동티모르의 역사는 갈리게 되었다. 2차 세계 대전 당시 일본은 호주 침공을 위해 이 곳을 점령했고 당시 티모르 인구의 10%가 죽임을 당했다. 1945년 제2차 세계대전 종전후 다시 포르투갈령 티모르가 되었고, 카네이션 혁명으로 인해 1974년 식민지 포기선언으로 동티모르는 인도네시아 합병파와 독립파로 나뉘어 혼란해졌다.

## 인도네시아의 점령
1975년 11월 28일 동티모르는 독립을 선언하고 동티모르민주공화국을 수립하자 인도네시아가 공산화를 우려 9일 뒤 침공, 점령했다. 1999년 8월 30일 실시된 국민투표에서 동티모르 유권자가 독립을 지지했고 2000년 7월 동티모르 임시정부를 수립하고 2002년 4월 대통령선거로 구스망이 뽑혔다. 2002년 5월 20일 동티모르민주공화국이 탄생했다.

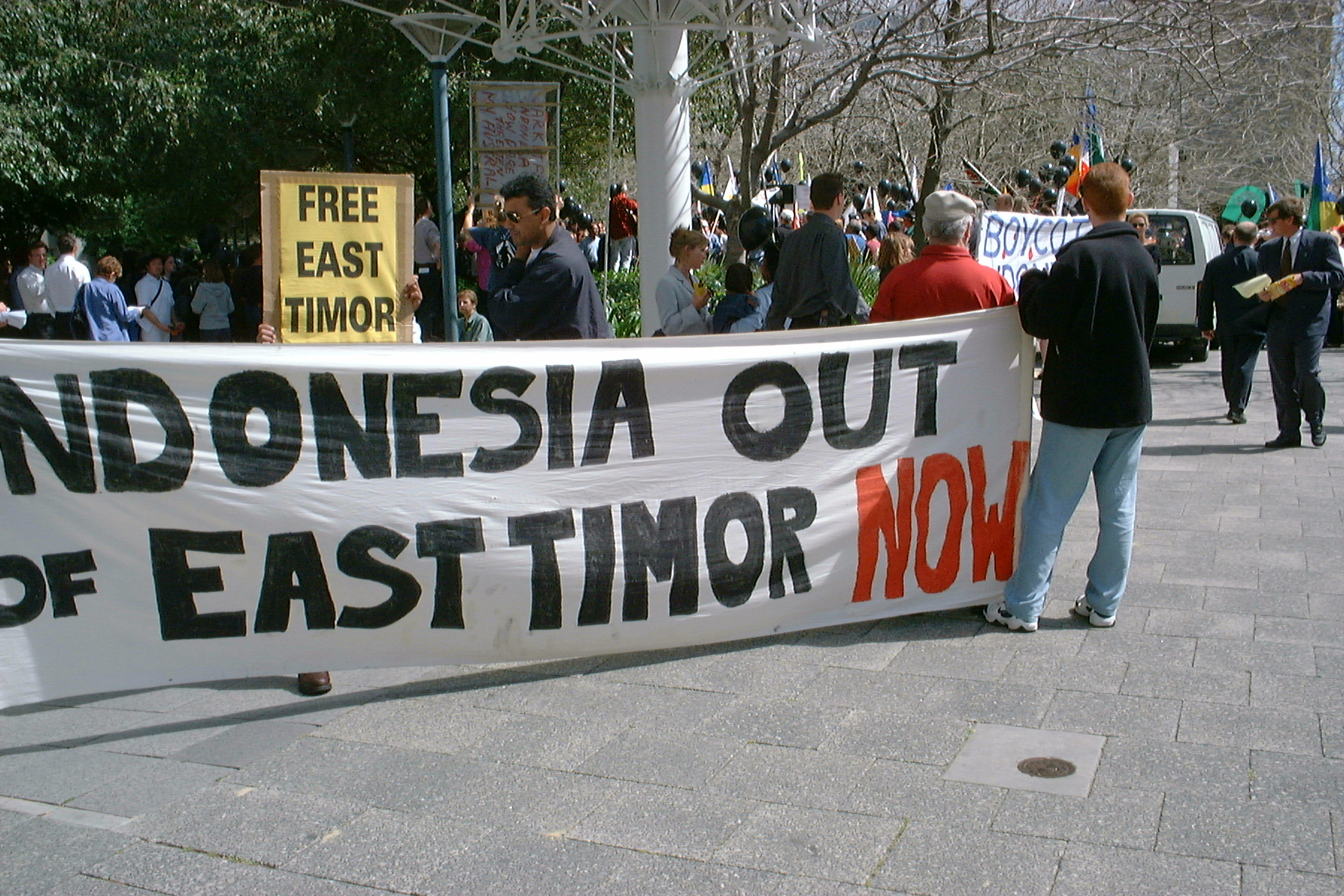
1999년 9월 호주에서 열린 동티모르 독립 시위

## 독립 이후의 역사

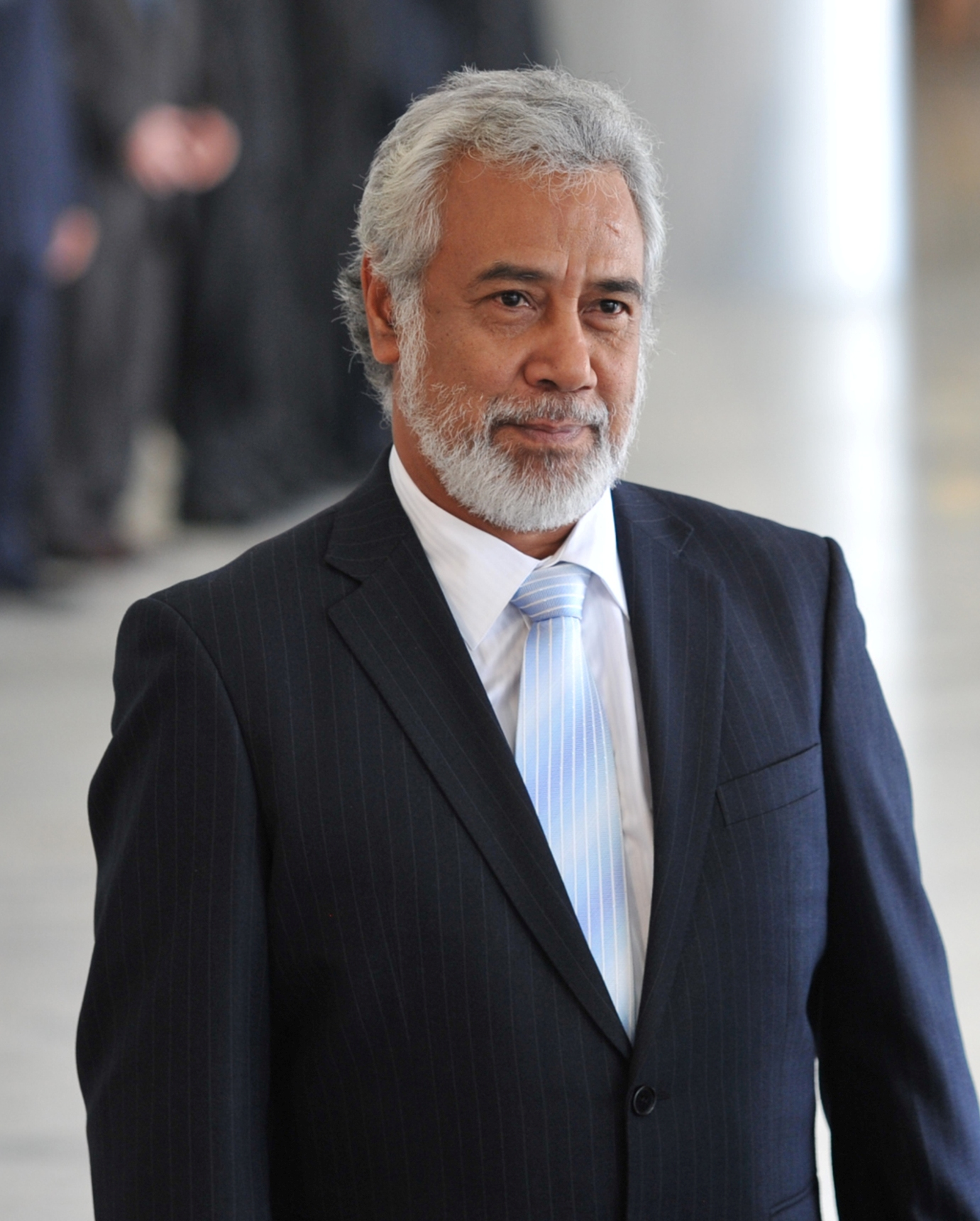
동티모르 초대 대통령 샤나나 구스망

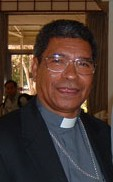
로마 카톨릭 주교 카를루스 필리프 시메느스 벨루

2000년, 유엔 감시하의 동티모르 임시정부가 수립되어 헌법과 국가 건설의 기틀을 다진 뒤, 2002년에 완전한 독립국가가 되었다.
하지만, 독립에 반대하는 서티모르 출신의 친(親) 인도네시아파 민병대의 반란과 권력 분쟁으로 인한 2006년 쿠데타가 있었다. 인도네시아를 지지하던 군인들이 해고당하여 무직 상태가 되자 벌인 쿠데타로 결국 진압되었다. 그리고 2008년에는 주제 하무즈 오르타(José Ramos-Horta) 대통령에 대한 암살 시도같은 테러로 치안이 극도로 불안에 떨었다. 2017년 프란시스쿠 구테흐스가 대통령에 당선되고, 2018년 총선거에서 야당이 총선에서 승리하여 국정혼란이 종식되었다.

## 같이 보기
- 동티모르
- 포르투갈령 티모르
- 인도네시아